# Леопард ајкула
Леопард ајкула (Triakis semifasciata) врста је ајкуле гонича из породице Triakidae. Настањује обалне воде Тихог океана од америчке државе Орегон до Мазатлана у Мексику. Обично је дугачка од 1,2 до 1,5 м, витка је и препознаје се по црној туфни налик на седло и великим мрљама на леђима. Зрели примерци ове врсте уобичајен су призор у ушћима или увалама, а настањују делове и око стена и гребена. Најчешће се налазе у близини обале, у води дубокој мање од 4 м.
Активни су предатори у углавном се хране шкољкама, раковима, кошљорибама и јајима других риба. Већина леопард ајкула углавном остаје унутар одређеног подручја и не врши миграције. Врста је живахна, млади се излегну унутар материце и хране се жуманцем. Од марта до јуна женка роди чак 37 потомака након гестацијског периода од 10 до 12 месеци. Релативно споро расте и треба јој много времена да сексуално сазри.
Не напада људе, а лови се у комерцијалном и рекреативном риболову за јело, али и због акваристике. Ова врста се углавном лови у водама око Калифорније, где је број примерака ове врсте значајно опао током осамдесетих година 20. века, али су спроведене заштите током деведесетих година. Међународна унија за заштиту природе оценила је најмању забринутост за ову врсту, али напомињући да би она врло лако могла да постане угрожена због прекомерног риболова, спорог развитка и ограничених миграцијских навика. 

## Таксономија и филогенија
Прво научно име за ову врсту било је Triakis californica, а именовао ју је британски зоолог Џон Едвард Греј 1851. године у Попису примерака риба из 1851. године, који се налази у колекцији Британском музеја. Међутим, Греј није дао име са одговарајућим описом, па се оно назива „голим именом” (лат. nomen nudum). У децембру 1854. године амерички ихтиолог Вилијам Орвил одржао је предавање где је описао ову врсту као Mustelus felis, а његово предавање објављено је у часопису под назовом Пацифик које је објављено у Сан Франциску, а потом у часопису Proceedings, који је објавила Академија наука Калифорније. У априлу 1855. године француски биолог Чарлс Фредерик објавио је публикацију за ову врсту и назвао је Triakis semifasciata.
Грешком у преписивању књига, T. semifasciata је дуго било научно име за врсту леопард ајкуле. У старијим литературама ова врста се назива и тиграстим морским псом или мачјом шкољком. Род Triakis садржи два подрода, Triakis и Cazon. Леопард ајкула смештена је у подгрупу Triakis. Филогенетска анализа Ј. Лопеза из 2006. године заснована на генима који кодирају протеине, открила је да Triakis и Cazon нису уско повезани, а осим тога верује се да је леопард ајкула можда најосновнији члан у својој породици.

## Распрострањеност и станиште
Леопард ајкула настањује североисточне делова Тихог океана, од залива Кос Орегон до тропских вода Мазатлана у Мексику, укључујући Калифорнијски залив. Обично настањује пешчана или муљевитна дна у затвореним увалама или у ушћу, а може се срести у близини камених гребена и места где има доста алги. Познато је да се ова врста окупља и у близини испуштања топлих вода из електраана. Леопард ајкуле углавном пливају близу дна и најзаступљеније су у водама дубине до 4 м, али се могу наћи и на дубинама до 91 м. Многи примерци ове врсте, посебно на северу напуштају своја станишта зими и у њих се враћају у раној пролеће.
Студија спроведена у водама северне Калифорније утврдила је да леопард ајкула напуштају своја станишта када температура воде падне испод 10–12 °C, а један примерак ове врсте који је праћен, препливао је 140 км на југ.
Документовано је неколико примерака ове врсте како прелазе стотине километара, али ипак већина примерака остаје у локализованом подручју већи део живота. Низак ниво миграција довео је до генетске дивергенције. Идентификовано је седам генских разлика код ове врсте дуж обале између залива Хумболд и Сан Дијега. Међу њима, верује се да је најизолованија популација која настањује залив Хумболд, а примерци одатле су крупнији и имају више потомства од других тигар ајкула. Поред Баха Калифорније леопард ајкула се разлику од оне на северном делу Калифорнијског залива.

## Опис
Леопард ајкула има умерено снажно тело са кратком заобљеном њушком. Очи су велике и овалне са мембраном, док су уста снажно закривљена. Ова риба има бразде на угловима уста које се протежу на обе чељусти. Леопард ајкула има од 41 до 55 зуба у горњој вилици и 34 од 45 зуба у доњој вилици. Сваки зуб је благо закошен и има глатке ивице.
Прво велико дорзално пераје налази се између грудних и карличних пераја, која су широка и троугласта. Доњи режањ каудалног пераја је добро развијен код одраслих примерака. Леопард ајкула има црне тачке по телу које се протежу по леђима, преко сребрно сиве боје. Доња страна ајкуле је бела.
Просечна дужине ове врсте је од 1,2 до 1,5 м, а мужјаци ретко нарасту до 1,5 м, а женке до 1,8 м. Постоје подаци о женки која је била дугачка 2,1 м, а најтежи познати примерак имао је 18,4 килограма.

## Биологија и екологија
Тигар ајкула често се среће непосредно уз зоне изван сурфовања. Активнији је ноћу него дању, а понекад време проводи на дну. У заливу Томалес и другим водама тигар ајкула следи плиму, како би се хранио, а повлачи се доста брзо, како се не би насукао. У водама око острва Санта Каталина мештани и ове ајкуле налазе се на малим размацима у води, а ноћу се ове ајкуле одаље од обала до 10 км. Од рођења ова врста формира велике скупове углавном по старости и полу, могу се мешати са врстама као што су Mustelus henlei и Squalus acanthias.
У заточеништву тигар ајкуле успостављају доминацију над млађим примерцима. Током летњих дана велике скупине женки окупља се у плитким увалама и ушћу, а ноћу се разиђу. Пошто женке углавном одлазе у топле воде, њихова температура тела је већа за 3 °C него код мужјака, а претпоставља се да искоришћавају своју топлоту тела како би убрзале раст младунаца током гестације. У поређењу са другим ајкулама, тигар ајкула има мање црвених крвних зрнца, што јој омогућава ефикаснију обраду кисеоника. Мали примерци ове врсте често постану плен других ајкула као што су Notorynchus cepedianus и велика бела ајкула. Познати паразити ове врсте укључују Phyllobothrium riseri, Lacistorhynchus dollfusi, Paraorygmatobothrium barber, Echthrogaleus eoleoptratus и Achtheinus oblongatus.
Тигар ајкула храни се раковима (Cancridae, Grapsidae и Hippoidea), шкампима, кошљорибама, птицама, јајама других риба и шкољкама. Плен хвата ширењем чељусти, након чега га усисава. Као и код других морских паса, зуби ове ајкуле се мењају, а потребно је 9 до 12 дана да их замени.
Ова врста ајкуле је живахна, а њени ембриони се развијају од жуманца. У северним пределима женке користе увале и места са растињем како би положиле јаја, док на југу рађају у отвореним водама. Позната мрестилишта ове врсте су дуж обале Калироније, укључујући залив Хумболт, залив Томалес, Бодег, Сан Франциског, Моро, Санта Моника и залив Сан Дијего. Женке рађају од 1 до 37 потомака годишње, од марта до јула, а највише у априли или мају. Парење се обавља у рано лето, неретко близу обала. Тек рођени примерци су величине д 20 cm, расту споро, наредних три до четири године просечно расту око 2 cm годишње, а достижу зрелост у узрасту од 7 до 13 година, када буду дужине од 0,7 до 1,2 м. Женке расту просечно 2,3 cm годишње, а зрелост достижу са 10 до 15 година, када буду дужине од 1,1 до 1,3 м. Ова врста расте изузетно споро, документован је један примерак леопард ајкуле који је био дужине свега 4 cm, а био је стар преко 12 година. Максимални животни век ове ајкуле се процењује на 30 година.

## Контакт са људима
Леопард ајкула је доста брза и окретна, али не представља опасност по људе. Постоји видео запис из 1955. године на којем се види да је леопард ајкула напала рониоца, али је он ипак остао неповређен. Ова врста ловљена је од стране комерцијалних риболоваца на мреже, парангале, а лове је и спортски риболовци.
Њено месо сматра се изврсним и продаје се свеже или смрзнуто. Међутим ова врста може у свом организму имати пестициде или поликлориране бифениле, а Одељење за рибу и дивље животиње упозорило је људе да је не једу редовно. Ова врста такође је цењена у акваристици због свог атрактивног изгледа. У заточеништву могу да живе преко 20 година. Већина лова на ову врсту догађа се у водама Калифорније, 4,6 тона уловљено је 1983. године, а 14 тона 1991. године. Верује се да ово нису прецизни подаци и да их је уловљено много више.
У периоду од 1980. до 1988. године спортски риболовци су уловили 52.000 леопард ајкукле, а од 1988. до 1993. године 45.000 примерака ове врсте. Међународна унија за заштиту природе истакла је да за леопард ајкулу постоји најмања забринутост. Ипак, ова врста је веома подложна риболову, због чега може да постане угрожена. Године 1992. држава Калифорнија наметнула је ограничење за лов на ову врсту.